# كي إيتو
كي إيتو (باليابانية: 伊藤恵؛ بالكانا: いとう けい) هي عازفة بيانو يابانية، ولدت في 1959 في ناغويا في اليابان.